# Holconia insignis
Holconia insignis är en spindelart som först beskrevs av Tord Tamerlan Teodor Thorell 1870.  Holconia insignis ingår i släktet Holconia och familjen jättekrabbspindlar. Inga underarter finns listade i Catalogue of Life.